# Nu2 Lyrae
Pour les articles homonymes, voir Nu Lyrae.
Désignations
Nu2 Lyrae (en abrégé ν2 Lyr), parfois simplement appelée Nu Lyrae, est une étoile de la constellation boréale de la Lyre. Elle est visible à l'œil nu avec une magnitude apparente de 5,23. L'étoile présente une parallaxe annuelle de 13,92 mas mesurée par le satellite Gaia, ce qui indique qu'elle est distante d'environ ∼ 234 a.l. (∼ 71,7 pc) de la Terre. Elle s'en éloigne à une vitesse radiale héliocentrique de +7 km/s.
Nu2 Lyrae est une étoile blanche de la séquence principale de type spectral A3 
V. Elle est estimée être âgée de 214 millions d'années et être 1,9 fois plus massive que Soleil. L'étoile tourne sur elle-même à une vitesse de rotation projetée de 128 km/s. Cela lui donne une forme légèrement aplatie avec un rayon équatorial qu'on estime être 5 % plus grand que son rayon polaire. Le rayon de l'étoile est 1,5 fois plus grand que le rayon solaire, elle est 40 fois plus lumineuse que le Soleil et sa température de surface est de 8 912 K.
Nu2 Lyrae possède un faible compagnon recensé dans les catalogues d'étoiles doubles et multiples. Il s'agit d'une étoile de magnitude 12,7 qui était située à une distance angulaire de 18,3 secondes d'arc et à un angle de position de 175° de Nu2 Lyrae en 2023. Ce compagnon apparaît être purement optique.